# (300113) 2006 UV331
(300113) 2006 UV331 es un asteroide perteneciente al cinturón de asteroides, descubierto el 21 de octubre de 2006 por Andrew Becker desde el Observatorio de Apache Point, Sunspot (Nuevo México), Estados Unidos.

## Designación y nombre
Designado provisionalmente como 2006 UV331.

## Características orbitales
2006 UV331 está situado a una distancia media del Sol de 3,010 ua, pudiendo alejarse hasta 3,123 ua y acercarse hasta 2,896 ua. Su excentricidad es 0,037 y la inclinación orbital 8,884 grados. Emplea 1907,63 días en completar una órbita alrededor del Sol.

## Características físicas
La magnitud absoluta de 2006 UV331 es 17,2.